# Erich Schleyer

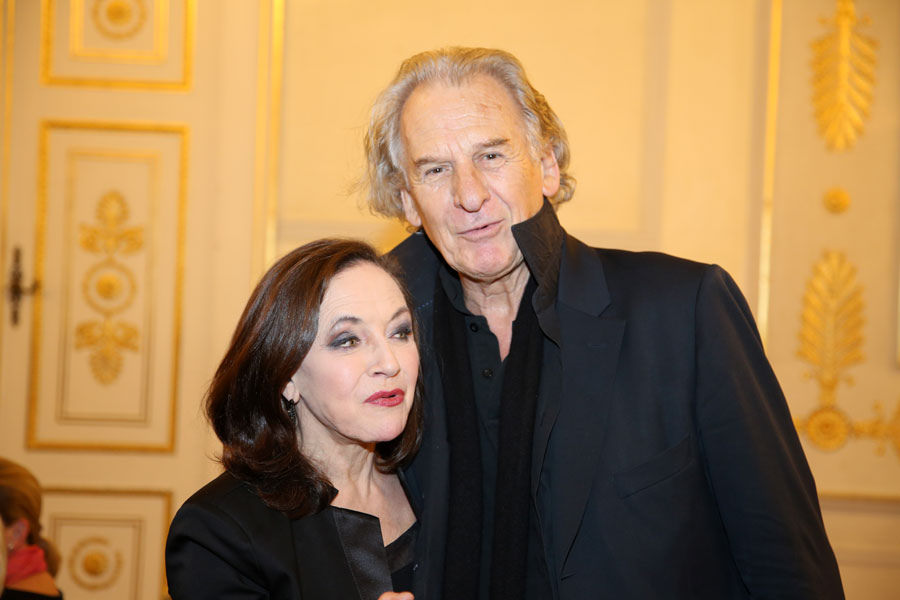
Erich Schleyer mit Maria Bill (2014)

Erich Hermann Schleyer (* 1. März 1940 in Dresden; † 6. Juli 2021 in Wien) war ein deutscher Schauspieler, Drehbuchautor, Moderator, Journalist und Kinderbuchautor.

## Leben
Schleyer studierte an der Theaterhochschule Leipzig. Ab 1961 bis zu seinem Tod war er als Schauspieler tätig. Nach seiner Flucht aus der DDR 1968 arbeitete er unter anderem in Düsseldorf, Köln, Hamburg, München, Zürich, Berlin und Salzburg (Salzburger Festspiele) und den Bad Hersfelder Festspielen. In Wien arbeitete Schleyer mit Tabori am Burgtheater sowie am Akademietheater. Im Schauspielhaus Wien unter der Leitung von Hans Gratzer wurde er mit der Rolle des Frank N. Furter aus der Rocky Horror Show bekannt. Er war Mitglied des Theaters in der Josefstadt in Wien; außerdem spielte er in der Volksoper, im Volkstheater, im Theater an der Wien und in der Staatsoper Wien.
In Deutschland moderierte er Kinderfernsehserien und nahm als Schauspieler teil (Bruder Tom in Das feuerrote Spielmobil, Rolle des Dorfpolizisten in Die Rote Zora und ihre Bande) und die Reihe Clown & Co., die 1977 startete. Anfang der 1990er Jahre wurde im Auftrag des ORF die Serie Erichs Chaos mit der österreichischen Schauspielerin Gusti Wolf ausgestrahlt. Schleyers Sendung Der schiefe Turm war zwischen Februar 2005 und September 2008 beim Confetti TiVi des ORF zu sehen; in dieser Sendung wurden Bücher für Kinder vorgestellt. Schleyer schrieb selbst auch Kinderbücher; 2017 erschien im österreichischen Kral-Verlag  Der Geschichtenerzähler. 
Er moderierte und gestaltete Dokumentationen im ORF wie Als die Heiden Christen wurden von Jos Rosenthal. In der ORF-Sendung Compas, Leitung Franz Hlavac, berichtete Schleyer in Berka/Werra ein Ort an der Grenze innerhalb von 20 Jahren dreimal über das Ende der DDR. Erich Schleyer starb im Juli 2021 im Alter von 81 Jahren in Wien. Er wurde am Grinzinger Friedhof, (im Familiengrab des Schauspielers Franz Böheim), bestattet.

Erich Schleyer (2006)

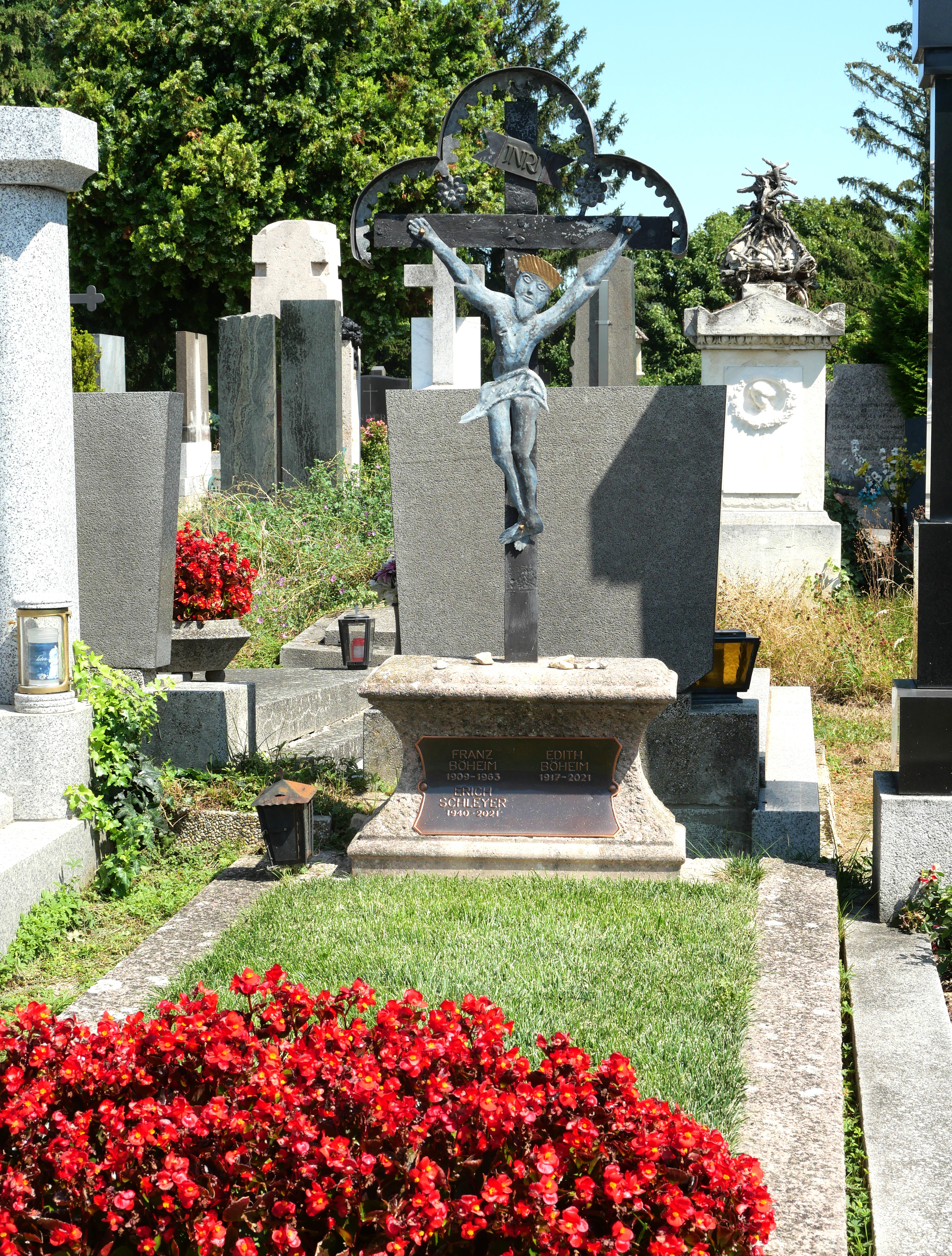
Grabstätte von Franz Böheim

## Filmografie
- 1963: Sonntagsfahrer
- 1969: Der Vetter Basilio – Zweiteiler, Regie: Wilhelm Semmelroth
- 1972: Das feuerrote Spielmobil – Fernsehserie, Regie: Marran Gosov, Ruediger Graf, Philipp Sonntag
- 1972: Amouren – TV-Film, Regie: Korbinian Köberle
- 1974: Hamburg Transit: Der kleine Bruder – Folge 44 der Fernsehserie, Regie: Hermann Leitner
- 1974: Die schöne Helena – TV-Film, Regie: Axel von Ambesser
- 1975: LH 615 – Operation München – TV-Film, Regie: Theo Mezger
- 1976: Die Unternehmungen des Herrn Hans – Fernsehserie (9 Episoden), Regie: Charles Kerremans
- 1976: Die liebe Familie – TV-Film, Regie: Dieter Wieland
- 1977: Grete Minde, Kinofilm, Regie: Heidi Genée
- 1978: Drei Mann auf einem Pferd, TV-Film, Regie: Imo Moszkowicz
- 1979: Die wunderbaren Jahre, Kinofilm, Regie: Reiner Kunze
- 1979: Die rote Zora und ihre Bande, Fernsehserie, 13 Episoden, Regie: Fritz Umgelter
- 1980: Das feuerrote Spielmobil – Felix und Bruder Tom, Fernsehserie (Rolle als Tom), Regie: Peter Emmer
- 1980: Die Weber, TV-Film, Regie: Fritz Umgelter
- 1981: Bring’s mir bei, Céline!, TV-Film, Regie: Axel von Ambesser
- 1984: Die violette Mütze oder Morgen sind wir endlich reich…, TV-Film, Regie: Axel von Ambesser
- 1988: Derrick: Auf Motivsuche – Folge 163 der Fernsehserie, Regie: Zbyněk Brynych
- 1989: Der Mann im Salz – TV-Mehrteiler, Regie: Rainer Wolffhardt
- 1990: Der Alte: Die Wahrheit, Folge 146 der Fernsehserie, Regie: Alfred Weidenmann
- 1994: Lutz & Hardy – Gott der Diebe, TV-Episode
- 1997: Moritz Kowalsky: Der Schatz der Akulazepti – TV-Episode, Regie: Alfred Deutsch
- 1999: Kommissar Rex: Furchtbare Wahrheit, Folge 56 der Fernsehserie, Regie: Peter Carpentier
- 2000: Kaisermühlen Blues: Neue Perspektiven, Folge 62 der Fernsehserie, Regie: Erhard Riedlsperger
- 2000: Flashback – Mörderische Ferien, TV-Film, Regie: Michael Karen
- 2000: Tatort – Tödliches Verlangen, Regie: Miko Zeuschner
- 2002: Dolce Vita & Co: Die Neue / Die Band, Folge 14 & 18 der Fernsehserie, Regie: Claudia Jüptner
- 2003: Trautmann: Lebenslänglich, Folge 4 der Fernsehserie, Regie: Thomas Roth
- 2007: Rumpelstilzchen, TV-Film, Regie: Andi Niessner
- 2008: Dornröschen, TV-Film, Regie: Arend Agthe
- 2010: Kottan ermittelt: Rien ne va plus, Kinofilm, Regie: Peter Patzak

## Auszeichnungen
- 2003: Österreichisches Ehrenkreuz für Wissenschaft und Kunst
- 2006: Ehrenzeichen für Verdienste um das Land Wien
- 2011: Goldenes Ehrenzeichen für Verdienste um das Land Wien
- 2011: Berufstitel Professor, verliehen vom Bundespräsidenten der Republik Österreich, Heinz Fischer